# Promontoire du château de Blois
Le promontoire du château, aussi appelé éperon, désigne le petit quartier surélevé avoisinant le château de Blois, en région Centre-Val de Loire.

### Sous les ducs

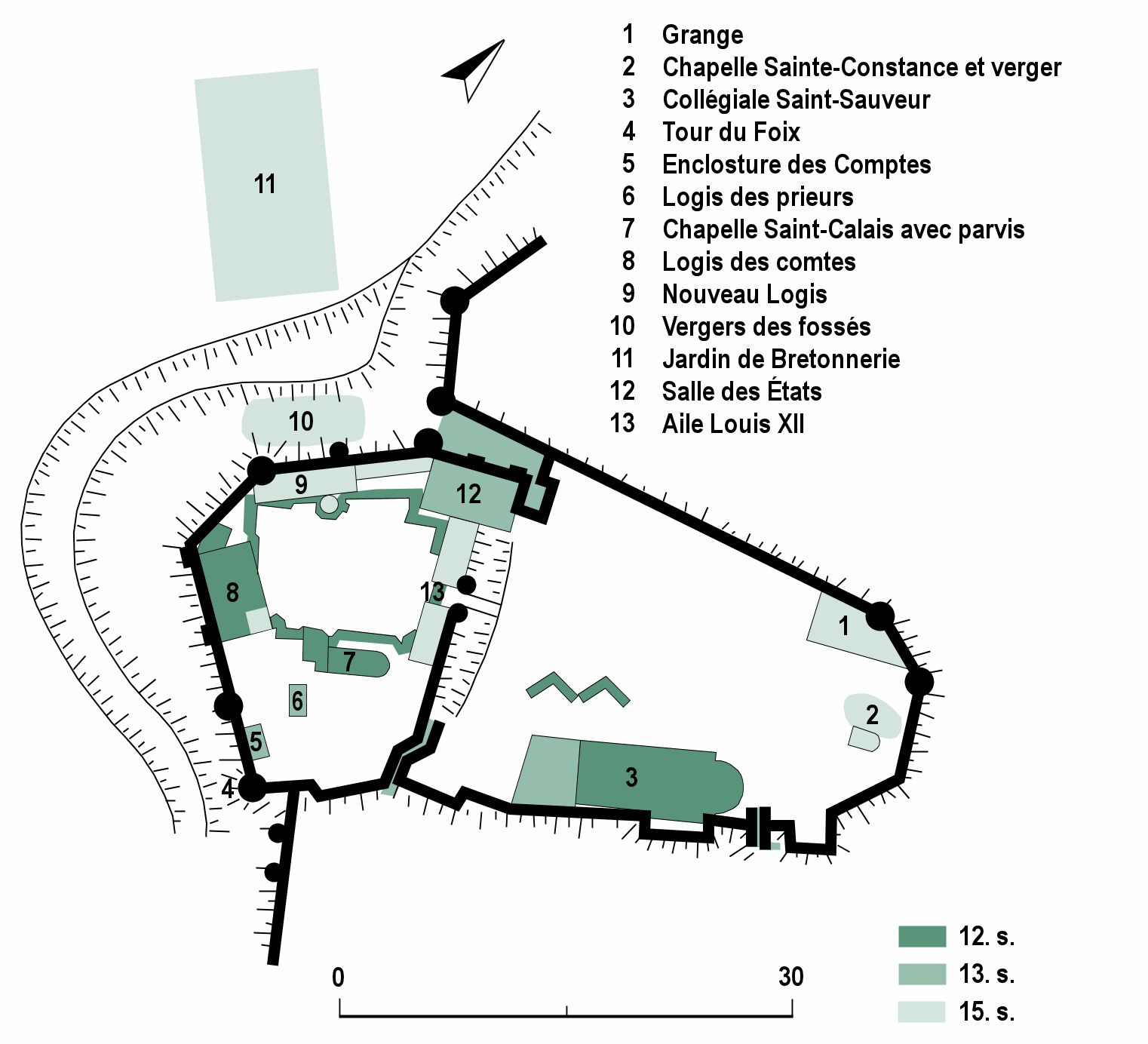
Évolution du promontoire du château de Blois au Moyen Âge.

## Histoire

### Depuis la Révolution
La Révolution de 1789 apporte une ouverture sur l'éperon. Les lieux de culte sont progressivement démantelés, à l'image de Saint-Sauveur, de Sainte-Constance ou même de Saint-Martin. Les remparts de la ville sont également détruits et depuis, une rampe longe la façade des Loges au lieu d'une porte à pont-levis, et des escaliers sont aménagés pour relier la place du Château au Bourg-Moyen, comme les actuels Grands degrés du Château percés en 1806.
Ce n'est qu'en 1856 que le promontoire n'acquiert son aspect actuel, avec le château à l'ouest et la Maison Massé (actuelle Maison de la magie), à l'est.

## Monuments

### Monuments encore existants
- Château de Blois (plus anciennes parties du XIIIe siècle),
- Chapelle Saint-Calais du château de Blois (XVIe siècle),
- Hôtel d'Amboise (XVIe siècle, reconstruit d'après-guerre),
- Hôtel d'Épernon (XVIe siècle, reconstruit d'après-guerre),
- Maison de la magie (depuis 1856),
- Parterres Saint-Sauveur (depuis 1820).

### Monuments aujourd'hui disparus
- Chapelle Sainte-Constance (détruite vers 1500),
- Collégiale Saint-Sauveur (détruite en 1793).